# Stamboom Albert van Pruisen (1837-1906)
Dit is de stamboom van Albert van Pruisen (1837-1906).
| Stamboom Albert van Pruisen (1837-1906)                                   | Stamboom Albert van Pruisen (1837-1906)                                                        | Stamboom Albert van Pruisen (1837-1906)                                                        | Stamboom Albert van Pruisen (1837-1906)                                                        | Stamboom Albert van Pruisen (1837-1906)                                          | Stamboom Albert van Pruisen (1837-1906)                                          | Stamboom Albert van Pruisen (1837-1906)                                          |
| ------------------------------------------------------------------------- | ---------------------------------------------------------------------------------------------- | ---------------------------------------------------------------------------------------------- | ---------------------------------------------------------------------------------------------- | -------------------------------------------------------------------------------- | -------------------------------------------------------------------------------- | -------------------------------------------------------------------------------- |
| Grootouders                                                               | Frederik Willem III van Pruisen (1770-1840) x 1793 Louise van Mecklenburg-Strelitz (1776-1810) | Frederik Willem III van Pruisen (1770-1840) x 1793 Louise van Mecklenburg-Strelitz (1776-1810) | Frederik Willem III van Pruisen (1770-1840) x 1793 Louise van Mecklenburg-Strelitz (1776-1810) | Willem I van Oranje-Nassau (1772-1843) x 1791 Wilhelmina van Pruisen (1774-1837) | Willem I van Oranje-Nassau (1772-1843) x 1791 Wilhelmina van Pruisen (1774-1837) | Willem I van Oranje-Nassau (1772-1843) x 1791 Wilhelmina van Pruisen (1774-1837) |
| Ouders                                                                    | Albert van Pruisen (1809-1872) x 1830 Marianne van Oranje-Nassau (1810-1883)                   | Albert van Pruisen (1809-1872) x 1830 Marianne van Oranje-Nassau (1810-1883)                   | Albert van Pruisen (1809-1872) x 1830 Marianne van Oranje-Nassau (1810-1883)                   | Albert van Pruisen (1809-1872) x 1830 Marianne van Oranje-Nassau (1810-1883)     | Albert van Pruisen (1809-1872) x 1830 Marianne van Oranje-Nassau (1810-1883)     | Albert van Pruisen (1809-1872) x 1830 Marianne van Oranje-Nassau (1810-1883)     |
| Albert van Pruisen (1837-1906) x 1873 Marie van Saksen-Altenburg (1854-?) |                                                                                                |                                                                                                |                                                                                                |                                                                                  |                                                                                  |                                                                                  |
| Kinderen                                                                  | Frederik Hendrik (1874-1940)                                                                   | Frederik Hendrik (1874-1940)                                                                   | Joachim Albrecht (1876-1939)                                                                   | Joachim Albrecht (1876-1939)                                                     | Frederik Willem (1880-1925)                                                      | Frederik Willem (1880-1925)                                                      |
| Kleinkinderen                                                             | ?                                                                                              | ?                                                                                              | ?                                                                                              | ?                                                                                | ?                                                                                | ?                                                                                |